# فولکس‌واگن پولو پلایا
فولکس‌واگن پولو پلایا (Volkswagen Polo Playa) خودرویی است که در سال‌های ۱۹۹۶ تا ۲۰۰۲تولید شده‌است. طراحی آن خودروهای موتور جلو-محور جلو بوده است. 